# Ruiloba
Ruiloba és un municipi situat en la Comunitat Autònoma de Cantàbria. Limita al nord amb el Mar Cantàbric, a l'oest amb el municipi de Comillas i al sud i est amb el d'Alfoz de Lloredo.

## Localitats
- Casasola.
- Concha.
- La Iglesia (Capital).
- Liandres.
- Pando.
- Ruilobuca.
- Sierra.
- Trasierra.

## Demografia
| 1900  | 1910  | 1920  | 1930  | 1940  | 1950  | 1960 | 1970 | 1981 | 1991 | 2000 | 2006 |
| ----- | ----- | ----- | ----- | ----- | ----- | ---- | ---- | ---- | ---- | ---- | ---- |
| 1.007 | 1.109 | 1.216 | 1.108 | 1.002 | 1.023 | 936  | 898  | 761  | 731  | 721  | 762  |

Font: INE

## Administració
| Eleccions municipals, 25 de maig de 2003 |      |        |          |
| Partit                                   | Vots | %      | Regidors |
| PSOE                                     | 281  | 51,28% | 4        |
| PP                                       | 137  | 25%    | 2        |
| PRC                                      | 121  | 22,08% | 1        |

| Eleccions municipals, 27 de maig de 2007 |      |        |          |
| Partit                                   | Vots | %      | Regidors |
| PSOE                                     | 221  | 39,53% | 3        |
| PRC                                      | 144  | 25,76% | 2        |
| PP                                       | 118  | 21,11% | 2        |